# Sophie Rosentreter
Sophie Rosentreter  (* 19. Dezember 1975 in Hamburg) ist eine deutsche Fernsehmoderatorin und Schauspielerin.

## Biografie
Sophie Rosentreter wuchs in Hamburg-Eppendorf auf. Sie besuchte ein Hamburger Gymnasium, das sie nach der zehnten Klasse mit 16 Jahren verließ.
1992 nahm Rosentreter am Modelwettbewerb Model ’92 im Rahmen der Late-Night-Show Gottschalk Late Night von Thomas Gottschalk teil. Unter 25.000 Konkurrentinnen kam sie auf die Plätze 4–6, am Ende ging Heidi Klum als Siegerin hervor. In den folgenden Jahren war Rosentreter international als Model für Kataloge und Fashionspots erfolgreich. Zugleich holte sie ihr Abitur nach.
1998 gewann sie ein Moderatorencasting für MTV. Sie moderierte die Formate  Charts, Hacienda, Live und In Touch, in denen sie mehr als 400 Interviews führte, u. a. mit Christopher Lambert, Jon Bon Jovi, Arnold Schwarzenegger, Christina Aguilera, Steven Tyler und Gwen Stefani. Im Jahr 2000 wurde sie Außenreporterin bei Big Brother. 2000 machte sie Nacktaufnahmen für eine Titelstory des deutschen Männermagazins Playboy (Ausgabe September 2000) und spielte eine Nebenrolle im Film Sass.
2004 wechselte Rosentreter hinter die Kamera und arbeitete als freischaffende Redakteurin für die Hamburger MaraMedia Film- und Fernsehproduktion und für Gruner + Jahr. Sie produzierte Beiträge unter anderem für Stern TV Reportage, Leute heute, Brisant, Explosiv – Das Magazin und das Sat.1-Frühstücksfernsehen.
2010 gründete sie die Firma „Ilses weite Welt GmbH“ und wurde Geschäftsführerin. Das Unternehmen unterstützt Angehörige und Betreuer von demenzkranken Menschen und wurde im Mai 2015 im Rahmen eines Insolvenzverfahrens liquidiert. Seit November 2018 erscheint die Marke „Ilses weite Welt“ beim medhochzwei Verlag.
Rosentreter ist Mutter einer Tochter (* 2014) und lebt zusammen mit ihrem Lebensgefährten in Hamburg-Winterhude.